# ليفي وارنر
ليفي وارنر (بالإنجليزية: Levi Warner)‏ هو محامي وسياسي أمريكي، ولد في 10 أكتوبر 1831 في الولايات المتحدة، وتوفي في 12 أبريل 1911 في نوروولك في الولايات المتحدة. حزبياً، نشط في الحزب الديمقراطي. وقد انتخب عضو مجلس النواب الأمريكي.